# آشپزی مونگاسکی

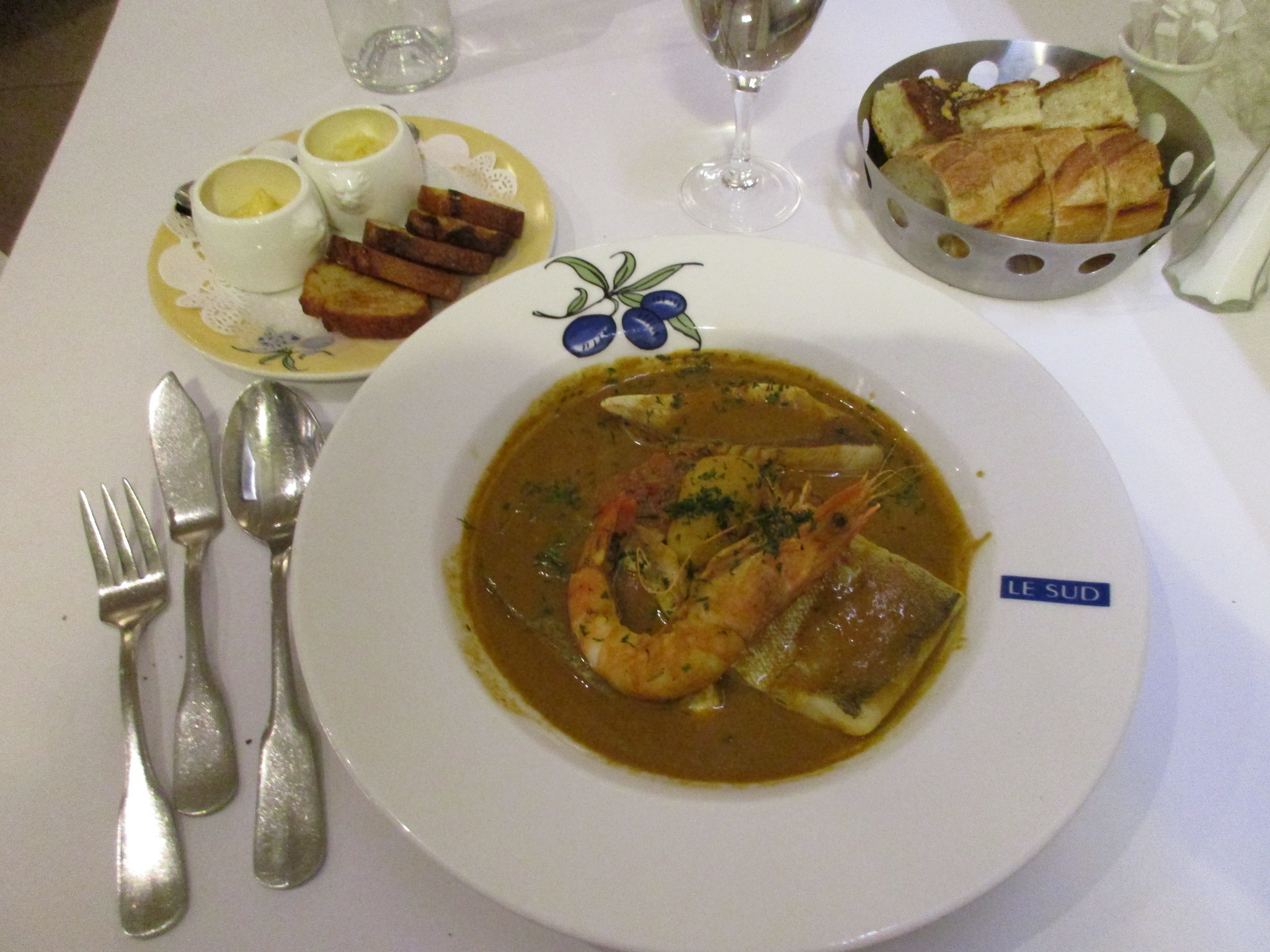
بویابس (Bouillabaisse)

آشپزی مونگاسکی (انگلیسی: Monégasque cuisine) پخت و پز شاهزاده نشین موناکو است. این یک آشپزی مدیترانه‌ای است که، علاوه بر سنت‌های آشپزی خود موناکو، توسط سبک پخت و پز پروانس، و تحت تأثیر همجواری با پخت و پز ایتالیای شمالی و فرانسوی جنوبی شکل گرفته‌است. تأکید بر مواد اولیه تازه، همراه با استفاده از مواد غذایی دریایی، سبزیجات و روغن زیتون، نقش اصلی را در این آشپزی ایفاء می‌کند.